# Budhihal(S.H), Bilgi
Budhihal(S.H) là một làng thuộc tehsil Bilgi, huyện Bagalkot, bang Karnataka, Ấn Độ.